# Heinrich Christoph von Möllendorff
Heinrich Christoph von Möllendorff (* 1. Mai 1685 in Isterbies; † 20. Februar 1710 in Bernburg) war Anhalt-Bernburger Stallmeister, sowie Herr auf Isterbies und Plötzkau.

## Leben

### Herkunft
Heinrich Christoph entstammt dem alten Adelsgeschlecht von Möllendorff (Spitzenwappen) aus der Altmark. Er war der Sohn des kurbrandenburgischen Amtshauptmanns Titus Christoph von Möllendorff († 1697) und Dorothea, Tochter des Staatsministers Herrn von Jena.

### Lebensweg
Heinrich Christoph verlor im Alter von etwa 12 Jahren seinen Vater und wurde von seinem Vetter, dem königlich preußischen Oberforstmeister Kurt von Börstel aufgenommen. Er wuchs die nächsten Jahre in Magdeburg auf, wurde jedoch sehr bald an den Hof des Fürsten Viktor I. Amadeus zu Anhalt-Bernburg genommen. Dort war er anfänglich als Edelknabe tätig und arbeitete sich bis zum Kammerjunker hoch. Nach zwei Jahren in dieser Tätigkeit wurde er zum Anhalt-Bernburgischen Stallmeister ernannt, wobei ihm hierbei auch andere Aufgaben, wie solche der Kriegskommission, anvertraut wurden.
Heinrich Christoph starb im Alter von 25 Jahren an Wassersucht. Er wurde in der Kirche zu Isterbies beigesetzt.

### Familie
Aufgrund seines frühzeitigen Todes blieb er unverheiratet und kinderlos. Sein Bruder Johann Friedrich (1686–1741) und seine beiden Schwestern Eleonore Dorothea († 1737) und Sophia überlebten ihn.